# دیو گولد
دیو گولد (انگلیسی: Dave Gould; زاده ۱۱ مارس ۱۸۹۹ – درگذشته ۳ ژوئن ۱۹۶۹) یک طراح رقص، و رقص‌پرداز اهل مجارستان-ایالات متحده آمریکا بود.

## گزیده فیلمشناسی
- ترانه ۱۹۳۶ برادوی (برنده جایزه جایزه اسکار بهترین طراحی رقص)
- یک روز در مسابقه
- en:Born to Dance